# Helicopsyche albescens
Helicopsyche albescens är en nattsländeart som beskrevs av Tillyard 1924. Helicopsyche albescens ingår i släktet Helicopsyche och familjen Helicopsychidae. Inga underarter finns listade i Catalogue of Life.